# Fussballclub Gossau 2011-2012
Questa voce raccoglie le informazioni riguardanti il Fussballclub Gossau nelle competizioni ufficiali della stagione 2011-2012.

## Rosa
| N. |                                 | Ruolo | Calciatore          |
| -- | ------------------------------- | ----- | ------------------- |
| 1  | Svizzera (bandiera)             | P     | Adrian Zürcher      |
| 2  | Svizzera (bandiera)             | C     | Dusan Ranisavljević |
| 3  | Italia (bandiera)               | A     | Enzo Todisco        |
| 4  | Svizzera (bandiera)             | C     | Yannic Nagel        |
| 5  | Austria (bandiera)              | D     | Christoph Fleisch   |
| 6  | Kosovo (bandiera)               | D     | Ifraim Alija        |
| 7  | Austria (bandiera)              | C     | Sabri Vural         |
| 8  | Svizzera (bandiera)             | c     | Flavio De Martin    |
| 9  | Bosnia ed Erzegovina (bandiera) | C     | Mehmed Malkoč       |
| 10 | Svizzera (bandiera)             | C     | Lulzim Mehmeti      |
| 11 | Svizzera (bandiera)             | A     | Safet Etemi         |

| N. |                               | Ruolo | Calciatore            |
| -- | ----------------------------- | ----- | --------------------- |
| 13 | Svizzera (bandiera)           | C     | Mirco Oertig          |
| 14 | Svizzera (bandiera)           | D     | Thomas Schrepfer      |
| 15 | Svizzera (bandiera)           | A     | Anil Aydeniz          |
| 16 | Svizzera (bandiera)           | D     | Remo Grämiger         |
| 17 | Svizzera (bandiera)           | C     | Dominik Simani        |
| 18 | Svizzera (bandiera)           | P     | Adrian Harder         |
| 19 | Svizzera (bandiera)           | A     | Fabian Helg           |
| 19 | Afghanistan (bandiera)        | C     | Massud Khaleqi        |
| 20 | Macedonia del Nord (bandiera) | A     | Jetmir Maksuti        |
| 21 | Svizzera (bandiera)           | C     | Andreas Güntensperger |
| 22 | Canada (bandiera)             | C     | Dominic Imhof         |